# Dionysius V van Constantinopel

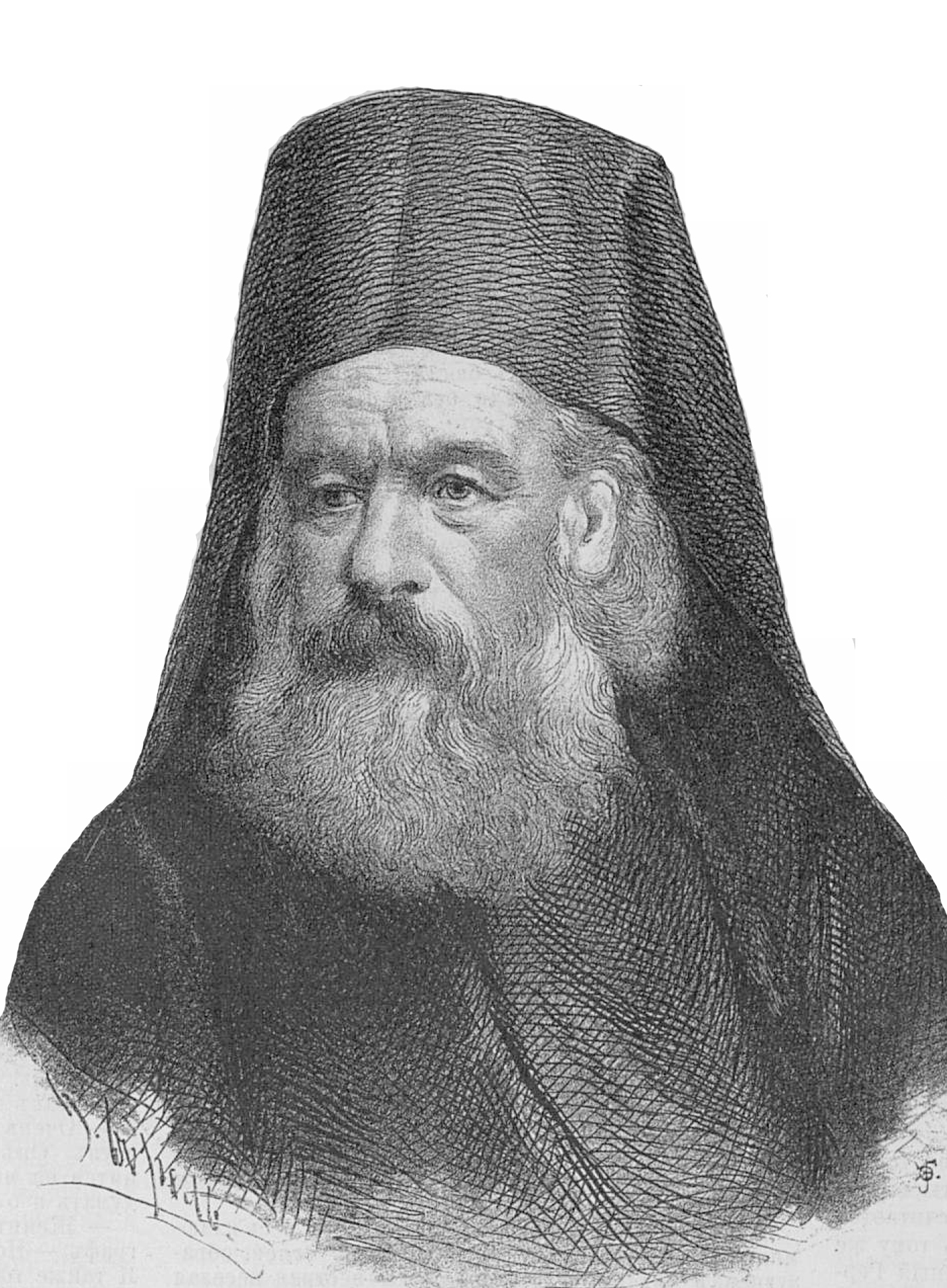
Dionysius V

Dionysius V (Grieks: Διονύσιος Ε') (Adrianopel, 22 maart 1820 - Constantinopel, 1891) was van 4 februari 1887 tot 25 augustus 1891 patriarch van Constantinopel.

## Biografie
Dionysius V werd als Denis Haritonidis geboren in Edirne, waar hij basisonderwijs volgde. Later werkte hij als onderwijzer, eerst in Kırklareli en daarna in Didymoteicho. Over zijn verdere opleiding is niets bekend.
In 1851 werd hij tot diaken gewijd en ging hij naar het oecumenisch patriarchaat. Hij werd aartsdiaken en in 1856 ontving hij de priesterwijding. In 1858 werd hij metropoliet van Kreta, in 1868 van Didymoteicho en in 1873 van Edirne. Tijdens het Grieks-Bulgaarse schisma toonde hij zich tegenstander van de Bulgaarse afscheiding. Ook stond hij bekend als anti-Russisch. Toen hij daar woonde, vond op 6 februari 1879 een aanval plaats door Bulgaren, in de nasleep van de Russisch-Turkse oorlog (1877-1878). Van 1880 tot 1886 was hij metropoliet van Nicea en vanaf 22 januari 1886 opnieuw van Edirne.
Op 23 januari 1887, na de afzetting van Joachim IV, werd hij gekozen tot Oecumenisch Patriarch van Constantinopel. Hij versloeg daarbij de andere kandidaat Joachim III met 12 tegen 5 stemmen.
Dionysios overleed in de nacht van 25 op 26 augustus 1891 aan een beroerte. Hij werd begraven op het kerkhof van het klooster van Baloukli in Istanboel.